# Eerste liefde

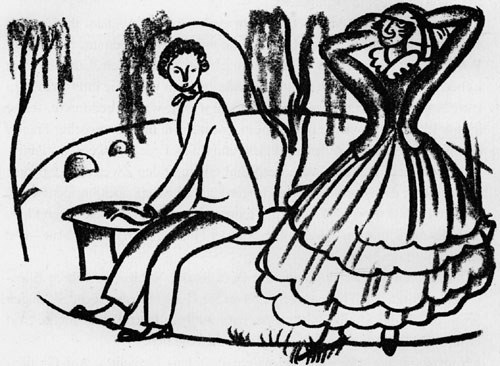
Illustratie bij Eerste liefde van Boris Grigorjev, 1923

Eerste liefde (Russisch: Первая любовь, Pervaja ljubov) is een novelle van de Russische schrijver Ivan Toergenjev, verschenen in 1860. De novelle, gebaseerd op jeugdherinneringen van de schrijver, geldt als een hoogtepunt in het korte proza uit de negentiende eeuw. Van de novelle verschenen meerdere Nederlandse vertalingen. In de uitgave van Van Oorschots Russische Bibliotheek werd de vertaling verzorgd door Carl en Rebecca Eberling.

## Raamvertelling
Eerste liefde is een schoolvoorbeeld van de klassieke raamvertelling. Drie vrienden van middelbare leeftijd spreken met elkaar af het verhaal van hun eerste liefde aan elkaar te vertellen. Bij twee van hen komt dat niet op gang, maar Vladimir Petrovitsj zegt een mooie geschiedenis te kunnen vertellen. Hij wil het echter eerst op papier zetten en daarna aan zijn vrienden voorlezen. Op dat punt aangekomen start het eigenlijke verhaal.

## Inhoud
Vladimir Petrovitsj haalt de herinnering op aan zijn eerste kennismaking met de liefde, op zestienjarige leeftijd. Hij brengt de zomer met zijn ouders door op het platteland, buiten Moskou, en ze krijgen nieuwe buren: een moeder met haar 21-jarige dochter Zinaïda, uit de verarmde adel. Vladimir wordt halsoverkop verliefd op de vijf jaar oudere Zinaïda. Hij blijkt echter niet de enige. Een vijftal andere jongemannen zwermen eveneens voortdurend om Zinaïda heen. Zinaïda blijkt een bijzonder grillige jongedame, koketteert met de aandacht die ze krijgt en speelt met haar aanbidders, die voortdurend allerlei opdrachten moeten volbrengen om hun liefde te bewijzen, tot op het sadistische af. De jonge dokter Lushin bijvoorbeeld moet het zich laten welgevallen dat Zinaïda een speld vrij diep in het vlees van zijn hand duwt. Vladimir zelf wordt het ene moment door haar aangetrokken en het andere moment weer afgestoten, waardoor hij voortdurend heen en weer schiet van gelukzaligheid in een quasi-depressieve toestand. Over het algemeen lijkt Zinaïda hem als jongste minnaar niet erg serieus te nemen.
Op een gegeven moment echter lijkt Zinaïda's gemoedstoestand te veranderen. Ze wordt serieuzer. Vladimir vermoedt dat ze op iemand verliefd is. Als hij haar zittend op een vier meter hoge muur bespiedt ontdekt zij hem en beveelt hem van de muur af te springen. Vladimir doet dat ogenblikkelijk, verliest het bewustzijn, waarna de geschrokken Zinaïda hem overlaadt met kussen. Als Vladimir dat merkt krijgt hij ineens weer hoop, maar des te groter is zijn teleurstelling als hij direct daarna ontdekt dat Zinaïda niet op hem, maar op zijn bijna veertigjarige vader verliefd is, die een verstandshuwelijk heeft met zijn tien jaar oudere vrouw. Als de verhouding tussen Zinaïda en Vladimirs vader publiekelijk wordt vertrekt Zinaïda met haar moeder terug naar Moskou.
De slothoofdstukken zijn dramatisch. Eerst vergezelt Vladimir zijn vader tijdens een paardritje naar Moskou. Zijn vader beveelt hem aan de rand van de stad te wachten en gaat alleen verder. Vladimir gaat hem echter achterna en bespiedt hem in een straatje, waar Zinaïda uit een venster hangt. Plotseling ziet hij dat zijn vader Zinaïda met zijn zweep slaat en dat Zinaïda vervolgens de wond op haar arm kust. Enkele weken later overlijdt zijn vader aan een hersenbloeding. Zijn vrouw maakt een groot geldbedrag over naar Moskou.
Enkele jaren nadien hoort Vladimir dat Zinaïda, die hij sinds de geschiedenis met zijn vader nooit meer heeft gezien, in een hotel in Moskou verblijft. Ze blijkt inmiddels te zijn getrouwd. Aanvankelijk durft hij haar niet op te zoeken, maar als hij uiteindelijk de moed toch bij elkaar raapt hoort hij van de hoteleigenaar dat ze vlak daarvoor is gestorven bij de geboorte van haar kind. Was hij iets besluitvaardiger geweest, dan had hij haar net nog een keer kunnen zien.

## Duiding
Hoewel de vorm van de raamvertelling een realistische en authentieke toon moet zetten, is de schrijfwijze van Toergenjew impressionistisch en sterk lyrisch. De benoeming van een veelheid aan alledaagse details heeft vaak een symbolische werking. Emoties worden vaak weergeven in het weer, planten en bloemen, enzovoort. Als Zinaïda tijdens een ontmoeting draden om Vladimirs hand wikkelt kan dat gezien worden als wordt hij van haar afhankelijk gemaakt. Toergenjew is erg sterk in het tekenen van de heftige, voortdurende wisselende gevoelens zoals die zich tijdens een verliefdheid kunnen voordoen. In dat opzicht wordt Eerste liefde ook wel vergeleken met Goethes Die Leiden des jungen Werthers.
Eerste liefde kent diverse moralistische verwijzingen. Zo is duidelijke kritiek te onderkennen in de tekening van het schijnhuwelijk tussen Vladimirs ouders, dat onwillekeurig uitmondt in ontrouw en liefdeloze verhoudingen. Ook het spelen van Zinaïda met de gevoelens van verliefdheid bij haar aanbidders wordt als decadent en amoreel neergezet. Voor alles echter blijft Toergenjew, ook in deze novelle, dé schrijver die de grootsheid en almacht van de liefde bezingt. Daarbij doorgrondt hij de vaak tegenstrijdige, irrationele gevoelens die gepaard gaan met hevige verliefdheid met een diep psychologisch inzicht en een grote eerlijkheid.
Toergenjew schreef overigens meer novellen met dezelfde thematiek en vanuit eenzelfde benadering. Twee goede voorbeelden zijn Lentebeken en Asja, die later samen met Eerste liefde vaak in een gezamenlijke uitgave werden gebundeld.

## Citaat
Eén gedachte ging mij maar niet uit het hoofd: hoe kon zij, zo'n jong meisje en toch altijd nog een vorstin, besluiten tot zulk een verhouding, terwijl ze wist dat mijn vader geen vrij man was, en terwijl zij in de gelegenheid was te trouwen, al was het maar met Belovzorov bijvoorbeeld? Waarop had zij haar hoop gevestigd? Was zij niet bevreesd haar hele toekomst stuk te gooien? Ja dacht ik, dat is liefde, dat is overgave... en ik herinnerde me de woorden van Loesjin: voor sommige mensen is het iets heerlijks zich op te offeren.

## Nederlandse vertalingen
Het boek is uit de grondtaal naar het Nederlands overgezet door De G. (1911), Ljoeba Dworson (1921), Aleida G. Schot (1946), Carl en Rebecca Ebeling (1955), Dunya Breur (1964) en Froukje Slofstra (2020).

## Noot
1. ↑  Zie o.a. Karel van het Reve:  Geschiedenis van de Russische Literatuur